# Combinaison spatiale A7L
|                                                                       |  |                                                          |
| La combinaison spatiale A7L sans le revêtement externe et la visière. |  | Buzz Aldrin à la surface de la Lune avec sa combinaison. |

La combinaison spatiale A7L est une combinaison spatiale développée pour la NASA, utilisée à la fin des années 1960 et au début des années 1970 dans le cadre des missions lunaires du programme Apollo et des séjours à bord de la station spatiale Skylab. Ce sont les combinaisons spatiales les plus complexes à avoir été utilisées jusqu'à présent. Construites sur mesure par l'entreprises américaines ILC Dover (en) (ancienne branche d'International Latex Corporation) et Hamilton Sundstrand et utilisées entre 1968 et 1975, elles pèsent 72 kg, mais l'attraction lunaire étant six fois moins forte que la gravité terrestre, les astronautes ont l'impression de porter à peine 12 kg. L'autonomie maximale pour les astronautes est de 6 h 30 (moins 2 h de marge de sécurité, permettant des sorties extravéhiculaires nominales de 4 h 30), correspondant aux réserves d'oxygène, d'énergie électrique et d'eau pour le refroidissement. Les limites de températures opérationnelles sont −179 °C et 149 °C, la pression opérationnelle de 0,26 atmosphère.

## Caractéristiques techniques

### Le scaphandre (vêtement)

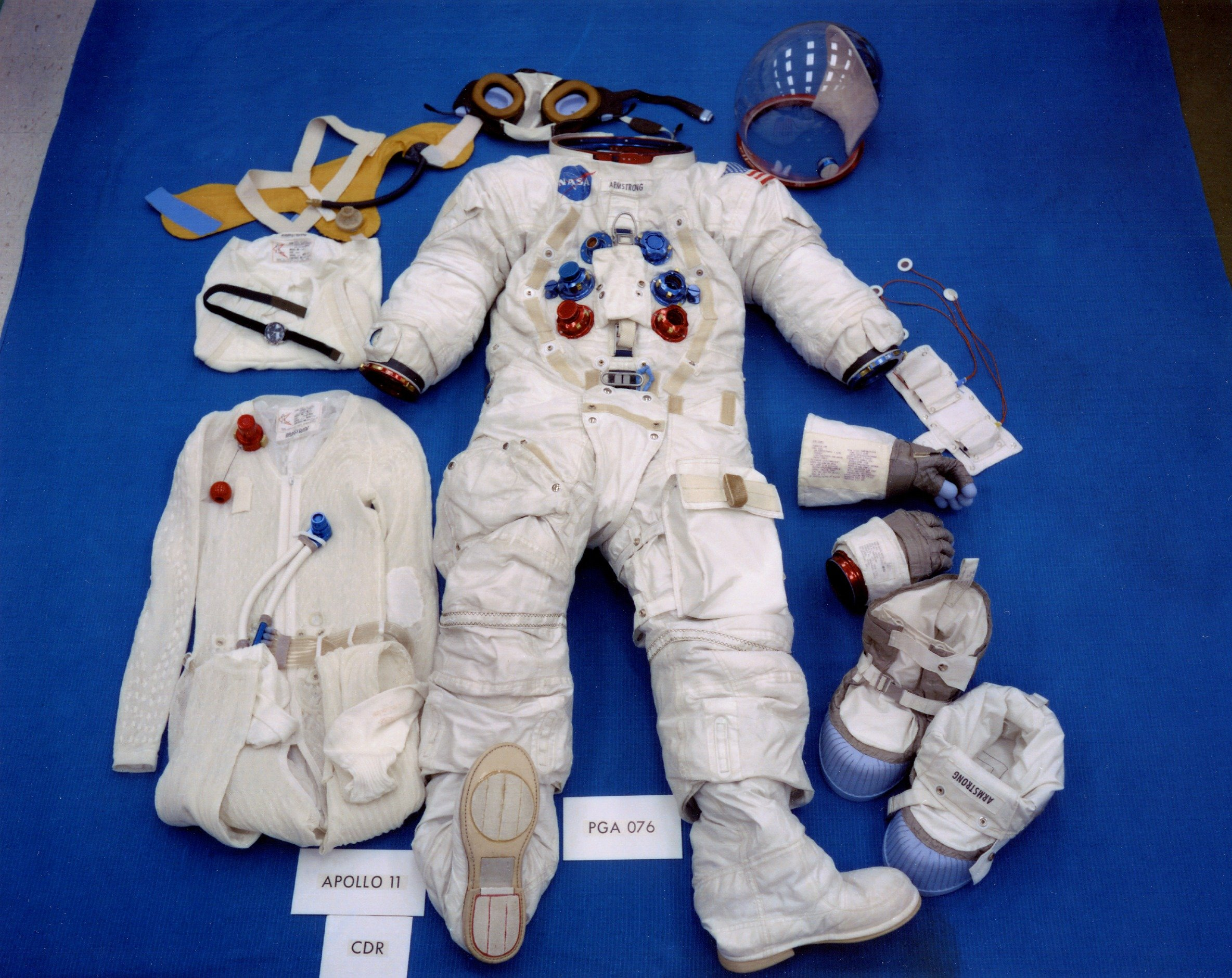
Les éléments de la combinaison spatiale de Neil Armstrong pour Apollo 11.

La combinaison spatiale A7L est constituée de plusieurs couches. L'enveloppe extérieure dissimule trois combinaisons intérieures superposées : 
- le confort de l'astronaute est d'abord assuré par un sous-vêtement en nylon qu'il porte à même la peau comprenant la cagoule de télécommunications, un raccord électrique et le relais de communication de surveillance biologique et une culotte contenant un collecteur d'urine et une couche retenant les matières fécales ;
- cet ensemble est enveloppé dans une combinaison gonflable qui maintient une pression uniforme sur tout le corps. ;
- une troisième enceinte de nylon empêche tout gonflement intempestif avec casque, chaussons et gants pressurisés.

Au total, elle est formée de 14 couches superposées : à l'intérieur, une doublure de nylon caoutchouté, cinq couches de mylar reflétant la chaleur alternant avec quatre couches de dacron, puis deux couches de plastique ignifuge Super Kapton, une membrane de tissu bêta revêtu de teflon ignifuge et anti-abrasive et enfin une couche de tissu en téflon résistant au feu et au frottement. Les gants pressurisés extravéhiculaires sont renforcés par un tissu de métal avec un revêtement intérieur de caoutchouc au silicone. Leur surface extérieure est légèrement adhésive pour donner une meilleure prise. Les chaussures lunaires comportent en outre 25 épaisseurs d'isolants ultra-légers.
La liberté de mouvement est limitée par sa « chrysalide de survie » : la portée de ses bras étant de seulement de 75 cm, l'astronaute ne peut presque rien manier sans l'aide de longues pinces, et s'il peut s'agenouiller, une chute au sol le rend impuissant et requiert de l'aide pour le remettre sur pied. La partie supérieure comprend le casque doté d'un pare-soleil et d'une visière fumée pour protéger les yeux du Soleil et des rayonnements ultraviolet.
Ils sont fabriqués pour une seule utilisation : aller sur la Lune et revenir. Les matériaux sont nouveaux dans les années 1960 et les ingénieurs de la NASA ne peuvent que supposer de quoi est composé le sol lunaire et celui-ci est bien plus abrasif qu'anticipé. L'intérieur en caoutchouc doit durer six mois seulement.

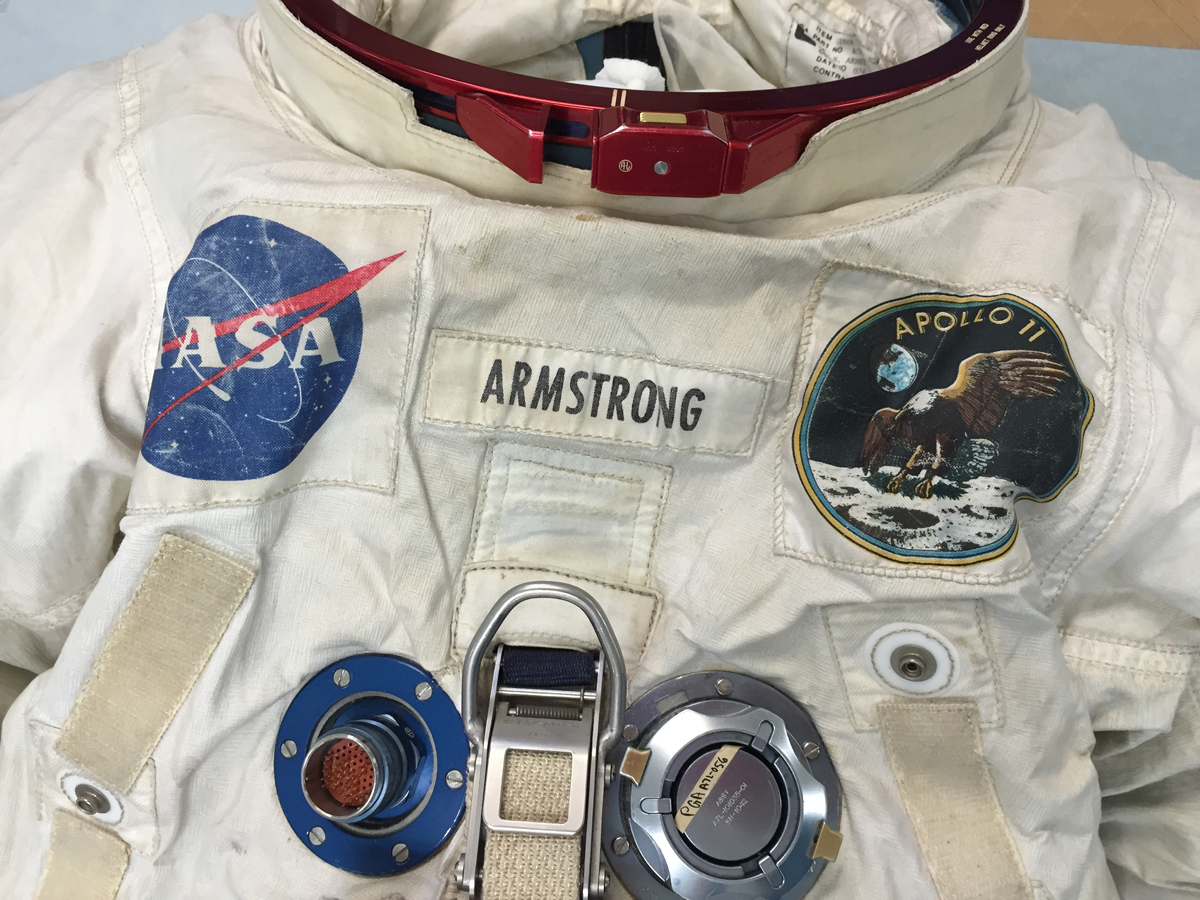
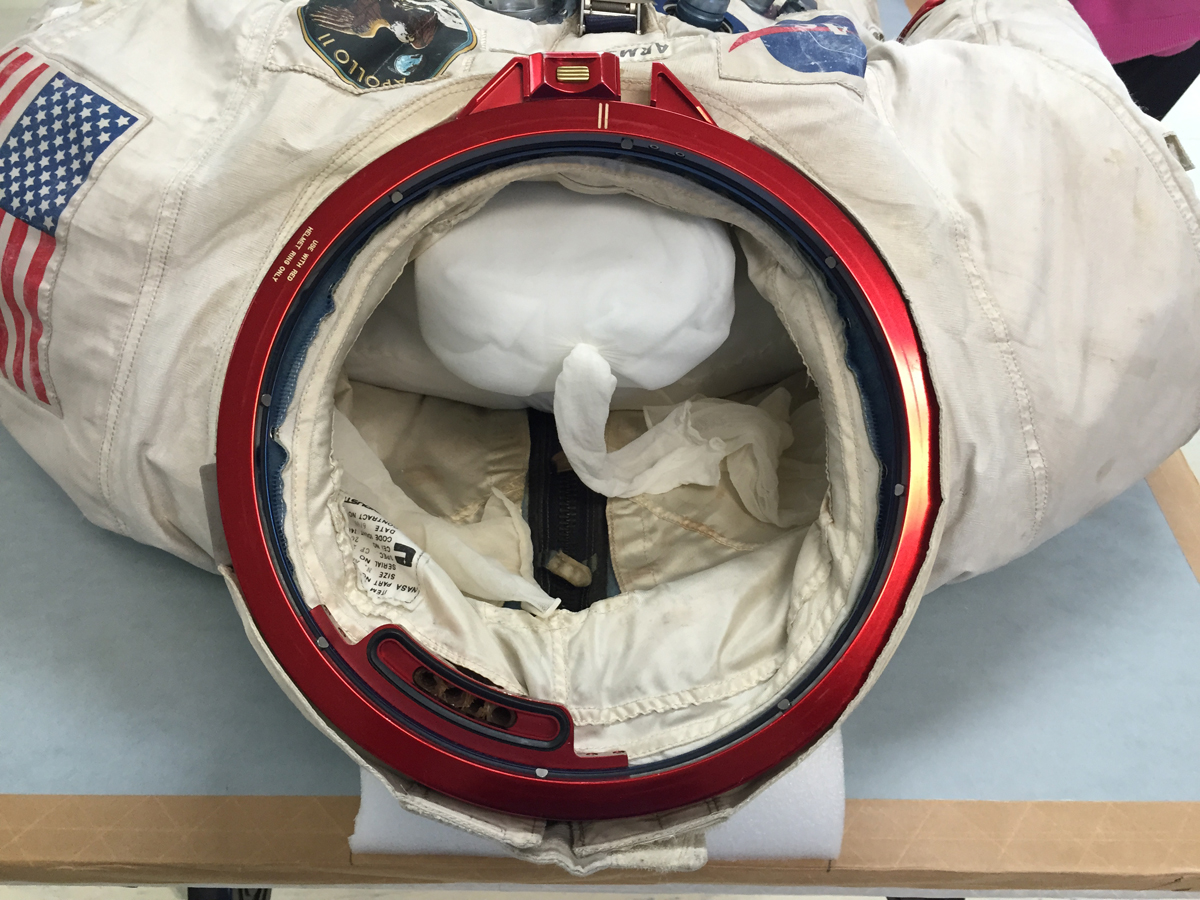
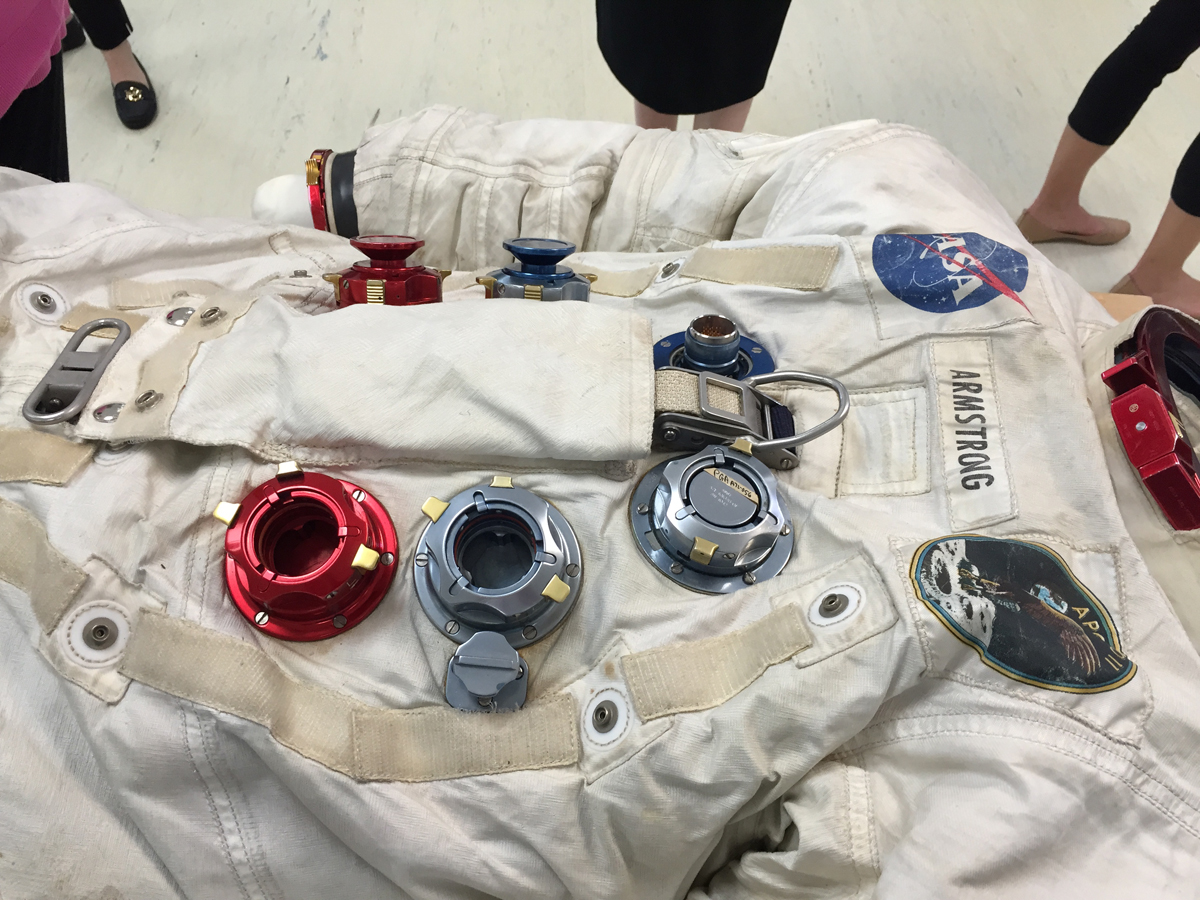

## Le système de support de vie (PLSS)
Véritable petite usine transportée comme un sac à dos, le PLSS (« Portable Life Support System ») est lui-même relié au torse du scaphandre par un ensemble de tubulures (deux pour l'aller-retour de l'eau de refroidissement et deux pour l'aller-retour du recyclage de l’oxygène). Le PLSS contient plusieurs systèmes : 
- OVC (Oxygen Ventilating Circuit) : circuit fermé actionné par une turbine qui permet la circulation de l'oxygène expiré par l'astronaute, mais aussi son refroidissement, sa déshumidification et l'extraction de son CO2.
- POS (Primary Oxygen Subsystem) : réservoir d'oxygène qui assure le remplacement de ce gaz dans le Oxygen Ventilating Circuit au fur et à mesure qu'il est consommé par l'astronaute. La réserve est d'environ 670 grammes d'O2 à 100 atmosphères de pression.
- LTP (Liquid Transport Loop) : circuit fermé actionné par une pompe qui assure la circulation de l'eau de refroidissement du scaphandre.
- FWL (Feedwater Loop) : circuit qui alimente un sublimateur à partir de deux réservoirs d'eau, l'un de 4,2 litres, l'autre de 1,6 litre. Le système permet également de récupérer l'eau de condensation issue de l'OVC. Le sublimateur, en permettant à l'eau de s'évaporer dans le vide de l'espace assure le refroidissement du Oxygen Ventilating Circuit et de la Liquid Transport Loop.
- EPS (Electrical Power Subsystem) : accumulateurs alimentant les pompes, les turbines, le système de communications...
- EVCS (Extravehicular Communication System) : un système de communication pour la voix et la télémétrie.
- RCU (Remote Control Unit) : console située sur la poitrine de l'astronaute et permettant à ce dernier de contrôler et de commander les différentes fonctions du PLSS.
- OPS[6]  : situé au-dessus du PLSS, servant par ailleurs de support pour l'antenne radio, il est lui-même relié au scaphandre par une tubulure. Déclenché grâce à une poignée, il permet, en cas de défaillance du PLSS, à l'astronaute de recevoir de l'oxygène depuis une réserve d'une demi-heure. L'oxygène expiré n'étant pas purifié, une valve doit être ouverte sur la poitrine de la combinaison pour permettre l'évacuation du gaz.

## Exemples notables
- Combinaison spatiale de Neil Armstrong pour Apollo 11.

### Articles externes
- (en) Site rassemblant les documents de référence, photos et transcriptions des échanges audio des missions Apollo